# Kainan
Kainan (海南市, Kainan-shi) és una ciutat de la prefectura de Wakayama, al Japó.
El febrer de 2016 tenia una població estimada de 53.168 habitants i una densitat de població de 526 habitants per km². Té una àrea total de 101,06 km².

## Geografia
Kainan està situada a l'oest de la prefectura de Wakayama, de cara a la badia de Wakaura del canal de Kii per l'oest. Gran part de l'àrea de la ciutat és forestal. La zona residencial es troba al voltant del port i al llarg de la Carretera Nacional 370 que creua el municipi d'est a oest.

## Història
Wakayama fou fundada l'1 de maig de 1934. L'1 d'abril de 2005, el poble veí de Shimotsu, del districte de Kaisō, fou annexat a Kainan.